# Sistema generador
En álgebra lineal, dado un espacio vectorial V, se llama sistema generador de V a un conjunto de vectores, pertenecientes a V, a partir del cual se puede generar el espacio vectorial V completo. En este caso, el espacio vectorial V se denomina conjunto generado o espacio generado.
Esto también es válido para subconjuntos de V, en esos casos se habla de subconjuntos generados, o más específicamente, subespacios generados por el sistema generador en cuestión.
No confundir este concepto con el de base, ya que si bien toda base es un sistema generador, la implicación inversa no siempre es cierta. Mientras que una base ha de ser obligatoriamente un sistema libre, es decir, todos sus elementos han de ser linealmente independientes, un sistema generador puede ser ligado, es decir, linealmente dependiente.
Para cualquier sistema generador A formado por n elementos, siempre podremos hallar una base B comprendida en A con un número de elementos menor o igual que n.

## Definiciones
Primero debe definirse el concepto de espacio generado o span lineal. Es el subespacio vectorial más pequeño posible que contiene a un cierto conjunto dado de antemano, formalmente lo definiremos de la siguiente manera.
Sea V un espacio vectorial de dimensión n sobre un cuerpo {\displaystyle \mathbb {K} }, y sea {\displaystyle A=\{v_{1},v_{2},\dots ,v_{m}\}} un conjunto cualquiera de vectores pertenecientes a V, en el cual m puede tomar tanto valores mayores como menores a n. En el caso particular {\displaystyle n=m} hablamos de una base de V.
| Conjunto generado Se define a {\displaystyle S=\left\{\sum _{i=1}^{m}k_{i}v_{i}:k_{i}\in \mathbb {K} \right\}} como el conjunto generado o engendrado por A, también denominado lema o clausura lineal de A. |

De la definición se sigue que S está constituido por todas las combinaciones lineales posibles de los elementos de A. Esto nos permite enunciar lo siguiente
| S es un subespacio vectorial de V. |

De ahí que también sea denominado subespacio generado.
| Demostración |
| Debemos chequear las condiciones. 1. Tomando en la definición {\displaystyle k_{i}=0\ \forall i:1\leq i\leq m}, con 0 el elemento neutro aditivo del cuerpo {\displaystyle \mathbb {K} }, se tiene {\displaystyle \sum _{i=1}^{m}0\cdot v_{i}=0\cdot \sum _{i=1}^{m}v_{i}=\mathbf {0} }, por tratarse del producto entre un elemento de V y el cero de {\displaystyle \mathbb {K} }. Luego {\displaystyle \mathbf {0} \in S}. 2. Sean {\displaystyle \mathbf {s} ,\mathbf {s} '} dos vectores de S. Por definición, {\displaystyle \mathbf {s} =\sum _{i=1}^{m}k_{i}v_{i}} y {\displaystyle \mathbf {s} '=\sum _{i=1}^{m}k'_{i}v_{i}} para ciertos {\displaystyle k_{i},k'_{i}}. Es evidente que toda combinación lineal que hagamos con estos dos vectores es otra combinación lineal en S. Para probarlo tomamos el par de escalares {\displaystyle h,h'\in \mathbb {K} }, luego {\displaystyle h\mathbf {s} +h'\mathbf {s} '=h\sum _{i=1}^{m}k_{i}v_{i}+h'\sum _{i=1}^{m}k'_{i}v_{i}=\sum _{i=1}^{m}\left(hk_{i}+h'k'_{i}\right)v_{i}} y por lo tanto {\displaystyle h\mathbf {s} +h'\mathbf {s} '\in S}, por ser {\displaystyle hk_{i}+h'k'_{i}\in \mathbb {K} \ \forall i}. QED. |

Se define entonces, bajo estas condiciones,
| Sistema generador El conjunto A es un sistema generador si existe un conjunto S al cual genera, es decir, si todo vector de S puede expresarse como combinación lineal de los elementos de A. En ese caso, se dice que A es el generador de S, o bien que engendra a S. |

Para representar al subespacio generado S se utilizan las siguientes notaciones, todas equivalentes:
{\displaystyle S=\mathrm {gen} (A)=\mathrm {span} (A)=\langle A\rangle ={\mathcal {L}}(A)}
en tanto A sea el sistema generador de S.

## Base
Cuando un sistema generador es linealmente independiente, se dice que constituye una base del espacio que genera. Formalmente, dado un espacio vectorial V de dimensión n y un subconjunto ordenado {\displaystyle A=\{v_{1},v_{2},\dots ,v_{n}\}} de vectores de este espacio, este último es una base de V si se cumple que
- {\displaystyle V=\mathrm {gen} (A)} y
- {\displaystyle \sum _{i=0}^{n}k_{i}\mathbf {v} _{i}=\mathbf {0} \iff k_{i}=0,\ \forall k_{i}\in \mathbb {K} }

donde {\displaystyle \mathbb {K} } representa el cuerpo sobre el cual fue definido V.

## Ejemplos

El segmento orientado v genera una recta compuesta por todos sus múltiplos t v.

1. Dado un único segmento orientado en el plano, el conjunto que lo contiene como único elemento es un sistema generador, ya que su espacio lineal generado es una recta cuya dirección viene dada por dicho segmento.
2. Tomando el ejemplo anterior de manera más concreta, representemos a los segmentos orientados en el plano cartesiano real como pares ordenados. Tomemos entonces el par {\displaystyle (1,1)} y construyamos {\displaystyle A=\left\{(1,1)\right\}}, evidentemente es un sistema generador, pues genera al conjunto {\displaystyle S=\left\{(1,1)t:t\in \mathbb {R} \right\}} que geométricamente se representa como una recta inclinada a 45° que pasa por el origen.
3. Siguiendo con la línea de ejemplos anteriores, tomemos ahora un conjunto {\displaystyle B=\left\{(1,1),(2,2)\right\}}. En este caso {\displaystyle S=\mathrm {gen} (B)}, sin embargo el conjunto B es linealmente dependiente, ya que {\displaystyle 2(1,1)-(2,2)=(0,0)}. Esto prueba que B no es una base de S. 
 Geométricamente, se interpreta a la dependencia lineal como una relación de paralelismo. Así, dos segmentos orientados en la misma dirección, es decir, paralelos, generan una misma recta.
4. Dados tres puntos no colineales en el espacio, estos generan un plano que puede ponerse en correspondencia uno a uno con el espacio euclídeo {\displaystyle \mathbb {R} ^{2}}.
5. Si tomamos en el ejemplo anterior tres puntos que sí son colineales, entonces el conjunto formado por estos puntos genera una recta en vez de un plano. Tomando sólo dos de estos puntos, podemos construir un segmento orientado y así establecer una base del subespacio representado por la recta.
6. Vamos a un ejemplo más abstracto: el conjunto de funciones {\displaystyle F=\{3x+2,5x-1\}} genera el espacio de funciones afines. Más específicamente, es una base de este espacio. Si por ejemplo tomamos el subconjunto de F {\displaystyle \{3x+2\}} como sistema generador, obtenemos el subespacio de funciones afines {\displaystyle \{ax+b:2a-3b=0\}}. 
 En este caso, las funciones son vectores y los coeficientes, elementos del cuerpo asociado.